# 개신교 학교
개신교 학교(改新敎學敎)는 개신교의 가르침을 교육 이념으로 설립되어 운영되는 사립 학교를 말한다. 학교의 교사들이 성경과 개신교를 과목으로 하여 가르치고 예배 등 개신교 활동을 학교 행사로 한다.
개신교 학교는 일본의 메이지 유신 이후 서양 교회의 선교 기관(Mission Board)에 의해 설립된 것으로, 미션 스쿨(Mission school)이라고 했다. 이 때문에 일본과 대한민국에서는 개신교계 학교의 총칭으로 미션 스쿨이라는 용어가 정착되었다. 그러나 현재에는 선교목적이 없는 개신교 학교와의 구분을 위해서 개신교학교와 미션 스쿨로 구분해서 사용한다. 기존의 개신교 학교는 대부분 사립 학교이며, 미션 스쿨이라고 불린다. 미션스쿨은 교육부의 인가를 받은 제도권 내에 있는 학교로 성경과목이 있고, 예배나 경건회 등이 있고, 개신인 신앙을 지닌 교사들이 많다는 특징이 있다. 그 외에는 일반학교와 다른 점이 없으며, 학교 구성원의 종교가 다양하다. 개신교 학교는 학교의 운영, 교사선발기준, 교재개발 등이 개신교적 원리로 구성되어 있으며, 교육부가 제시하는 교육과정 사용이 적고, 따라서 대부분 교육부 인가를 받지 못해 학력인정이 어려우며, 미인가 대안학교 형태로 정착되어 있는 학교가 많다. 개신교라는 특성상 공동체가 중시되며, 교육에 있어서도 교회와 학교와 가정의 연합을 중요하게 생각한다. 따라서 개신교 학교는 학교 구성원들도 운영진을 비롯하여 학생, 학부모가 모두 개신교인이라는 특징이 있다.